# Sergio De Gregorio
Pour les articles homonymes, voir Gregorio.
Sergio De Gregorio (né le 16 septembre 1960  à Naples) est une personnalité politique et un journaliste italien, sénateur et fondateur du mouvement Italiani nel Mondo (Les Italiens dans le monde). Son mouvement a rejoint le Peuple de la liberté.

## Biographie
Pendant la XVe législature, Sergio De Gregorio a été président de la 4e commission permanente (Défense) du Sénat. En septembre 2007, il adhère au centre-droit en concluant un accord entre son mouvement et Forza Italia. Il fait partie des sénateurs qui provoquent la chute de Romano Prodi le 24 janvier 2008.
Depuis le mois de juin 2007, il est mis en examen par le procureur antimafia de Naples pour délits de recyclage et favoritisme de la camorra. Le 25 février 2008, il est mis en examen pour délit de corruption par le procureur de Rome. Le 8 avril 2008, il est à nouveau mis en examen par le procureur de Reggio de Calabre, pour association de délinquants de type mafieux.
En février puis en avril 2012, il est à nouveau mis en examen dans le cadre de l'affaire liée à Valter Lavitola et au quotidien Avanti!.
Le 23 octobre 2013, il est condamné à 20 mois de prison dans une affaire de corruption. Il a reconnu avoir touché 3 millions d'euros entre 2006 et 2008 de Silvio Berlusconi pour rejoindre le parti de ce dernier alors qu'il était sénateur du parti d'opposition. Ce faisant, il aurait affaibli le gouvernement Prodi.

## Œuvres
- Camorra, Naples, 1981
- I nemici di Cutolo, Naples, 1983